# Ерве Коффі
Ерве Куаку Коффі (фр. Hervé Kouakou Koffi, нар. 16 жовтня 1996, Бобо-Діуласо) — буркінійський футболіст, воротар клубу Ланс та національної збірної Буркіна-Фасо.

## Клубна кар'єра
Розпочав грати у футбол на батьківщині в клубах з рідного міста Бобо-Діуласо — «АСФ Бобо-Діуласо» та «Расінг де Бобо».
2015 року став гравцем івуарійського клубу «АСЕК Мімозас», кольори якого захищає й донині.

## Виступи за збірну
З молодіжною збірною Буркіна-Фасо Коффі виграв срібну медаль Африканських ігор у 2015 році.
26 березня 2016 року дебютував в офіційних матчах у складі національної збірної Буркіна-Фасо в зустрічі проти Уганди (1:0). 
У складі збірної був учасником Кубка африканських націй 2017 року у Габоні.
Наразі провів у формі головної команди країни 6 матчів.

## Титули і досягнення
- Срібний призер Африканських ігор: 2015
- Бронзовий призер Кубка африканських націй: 2017